# Allophylus chartaceus
Allophylus chartaceus är en kinesträdsväxtart som först beskrevs av Wilhelm Sulpiz Kurz, och fick sitt nu gällande namn av Ludwig Radlkofer. Allophylus chartaceus ingår i släktet Allophylus och familjen kinesträdsväxter. Inga underarter finns listade i Catalogue of Life.